# Avijit Roy
Avijit Roy (Bengaals:অভিজিৎ রায়) (Shivnagar (Assam), 12 september 1972 – Dhaka, 26 februari 2015) was een Amerikaans-Bengaalse ingenieur, schrijver, blogger en seculier activist van Bengaalse oorsprong. Avijit was een groot voorstander van de vrijheid van meningsuiting in Bangladesh. Hij organiseerde protesten voor vrije meningsuiting, tegen censuur en opsluiting van bloggers. 
Hij is auteur van acht boeken in het Bengaals.
Hij was de oprichter en een van de acht moderatoren van de Bengaalse blogsite Mukto-Mona ("Vrijdenkers"), een site die genomineerd werd voor een Best of the Blogs Award.
Roy werd vermoord in Dhaka op 26 februari 2015.

## Dood
Avijit Roy kwam aan in Dhaka samen met zijn vrouw, Bonya Ahmed, tijdens de Ekushey boekenbeurs. Op de avond van de 26ste februari gingen hij en zijn vrouw met een riksja naar huis na het bezoeken van de beurs. Om 20.30 werden ze door onbekenden aangevallen bij het studentencentrum van de universiteit van Dhaka. Ze werden uit de riksja gesleurd en op het trottoir werd op hen ingehakt met machetes. Bonya overleefde de aanslag, Avijit niet.